# 루이 (가수)
루이(Louie, 본명: 황문섭, 1990년 4월 30일 ~ )는 대한민국의 래퍼이다.

## 음반 목록

### 솔로

#### 정규 앨범
- 靈感 (영감) (2014)
- 황문섭 (2016.04.22)

#### 솔로곡
- "그냥가요" (2015)
- "니 얼굴" (2016)
- "날개" (2016)
- "그림자" (2016)

#### 피처링
- "가위바위보" (2015, 한해 피처링)
- "예뻐서" (2015, 유승우 피처링)
- "바래" (2015, 돕플라밍고 피처링)
- "Fix Me" (2015, 유성은 피처링)
- "기우는 밤 (Prod. 프라이머리)" (2017, 소유 피처링)